# روضة الأنوار في سيرة النبي المختار
روضة الأنوار في سيرة النبي المختار هو كتاب في السيرة النبوية، ألفه الإمام صفي الرحمن المباركفوري (1943-2006)، يعتبر الكتاب مختصر في سيرة الرسول غير مكثر ولامقلل، استمد المؤلف مادته العلمية من القرآن الكريم والتفاسير الموثقة، ثم من كتب السنة والسيرة.

## مقدمة الكتاب
قال صفي الرحمن المباركفوري في مقدمة كتابه:
اقترح عليّ بعض الإخوان بتأليف كتاب جديد في حجم متوسط أجمع فيه ما هو ثابت ومعترف به عند أئمة هذا الفن، مع مراعاة مستوى الناشئين وعامة الدارسين، متجنبا الإجحاف والانحراف، فطلبت من الله التوفيق والسداد، وبدأت بالعمل المطلوب، مستمدا في ذلك من القرآن الكريم تفاسيره المعتمدة، ثم من كتب السنة والسيرة، ومستفيدا بما يوجد فيها من القرائن والشهادات الداخلية، وما يحيط بها من الشهادات الخارجية، وآثرت أن تكون العبارة مأخوذة من الروايات وكلام الأوائل بقدر الإمكان. مع الاختصار والاختيار، وأرجوا أني قد أديت المطلوب إلى حد قريب، وأدعو الله سبحانه أن ينفع به المسلمين، ويجعله خالصاً لوجهة الكريم.